# Komstad, Simrishamns kommun

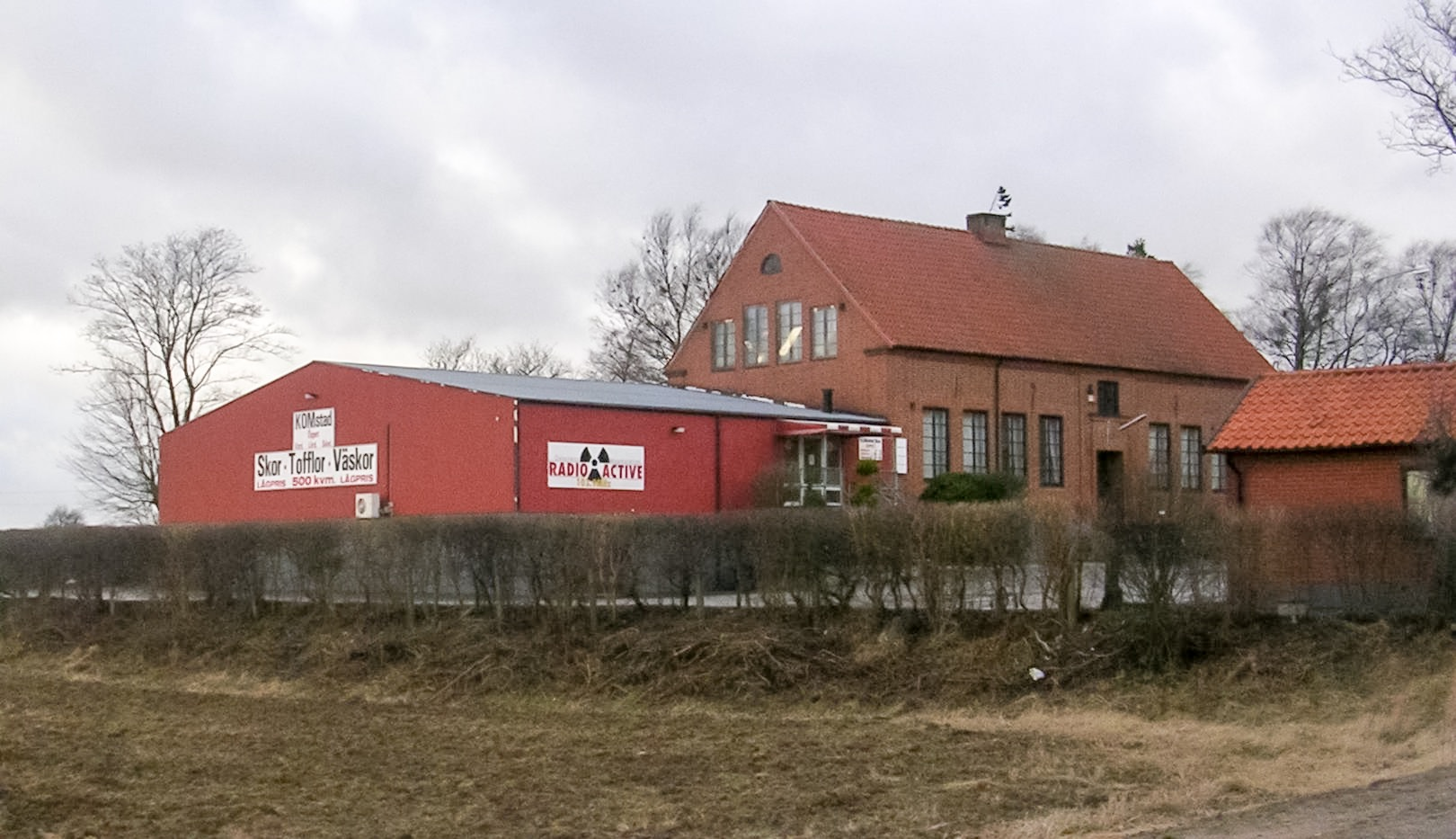
Komstad skor.

Komstad är en by i Simrishamns kommun (Stiby socken). 
Orten är främst känd som ett kalkbrott. Det har visserligen brutits kalk på flera andra ställen på Österlen, men Komstad brukar ses som det mest berömda av dessa. Bland annat har Komstad givit namn åt komstadkalksten, den typ av kalksten som bryts i Skåne och på Bornholm. Stenbrytningen har gamla anor och härstammar troligen från 1100-talet. Från Komstad har det bland annat fraktats sten till kyrkan i Ringsted, Sankt Petri kyrka i Malmö och Lunds domkyrka. Nyare byggnader där sten från Komstad ingår är Malmö stadsteater och golven i Malmö museum.
Eftersom kalkstenen innehåller mycket vatten spricker den när frosten kommer. Därför bröt man bara sten från ungefär mars till oktober. Sedermera drogs arbetet i stenbrottet ned till en mer blygsam skala.

## Skolor
I Komstad finns en gammal folkskolebyggnad där verksamheten sedan länge är nedlagd. Byggnaden har därefter övertagits av skobutiken Komstad Skor, som sedan byggt till lokalen. Efter skobutikens tillkomst har den gamla skolbyggnaden byggts ut. 
År 1890 uppfördes den nya skolan i Komstad som var mittemot den gamla vid landsvägen. Den nya skolverksamheten bedrevs fram till 1960-talet. Då var det lärarbostad, gymnastiksalar och en slöjdsal, men numera bedrivs en annan verksamhet i byggnaden.

## Butiker
I Komstad har det funnits en fisk- och köttaffär..